# E.T.O.
『E.T.O.』（イーティーオー）（Emissary Twelve Operations.：密使12作戦）は高田慎一郎による日本の漫画。『月刊Gファンタジー』（スクウェア・エニックス）2002年12月号から2004年8月号まで連載。単行本は全4巻発行。
全人類の敵である「ロウキ」に対抗する力を持つ「十二祇（ジュウニシ）」の活躍を描く。この十二祇、つまり十二支（子・丑・寅・卯・辰・巳・午・未・申・酉・戌・亥）の存在と、作品名の『E.T.O.』から、タイトルは干支（えと）に引っかけてある物だと思われる。

## あらすじ
中学三年生の因幡ひよりは運動神経が低く、跳び箱もまともに跳べない女の子。しかし、ある日、父から「お前は人類を脅かす敵と戦う十二祇だ」と告げられ、「卯」の戦士として変身してしまう。変身後のひよりは潜在的なパワーを覚醒させ、敵の手先である巨大な昆虫「発知神」（はつがみ）すら倒せる実力を発揮して、政府の忍者機関「E12」（イートゥエルブ）の一員として迎え入れられるのだった。
また、ひよりの他の十二祇たちも各地で覚醒し、様々な事件へと巻き込まれて行く。

## 登場人物
因幡 ひより（いなば ひより）
「卯」。変身後はウサ耳姿。2本の刀と超スピードでの移動速度が武器。しかし、変身しないと運動音痴。初登場時は14歳で、作中で15歳になる。母親・ひなこもかつて十二祇をしており、今年で35歳になる。
白猿 風子（しましら ふうこ）
「申」。「十二祇」の司令塔。武器は右手の大きな鎖つき鉤爪。当初からE12に所属しており、申忍「葛葉百人組」（くずのはひゃくにんぐみ）を率いる。21歳。
琢峯山 ルフトハウザー メイ（たくほうざん ルフトハウザー メイ）
「未」。ドイツ人とのクォーター。髪型は縦ロール。没落した名家のお嬢様だが、それゆえに守銭奴。性格はわがままで「十二祇」としての自覚もないが、能力は高い。母親の名前はメリル。
潮 撫子（うしお なでしこ）
「丑」。琢峯山家の住み込みメイド。メイの付き人的存在で、主の行動をフォローする。「十二祇」としての能力や使命は持っているが表には出さない。どんくさい子だとメイには思われている。母親の名前は芹（せり）。
長瀬 朱巳（ながせ あけみ）
「巳」。水を操る能力。実家とは二年間の約束で上京して芸能界に身を置いている。「十二祇」唯一の回復係でもある。売り出し中の女優であり、特撮番組「風魔戦隊カゲレンジー」で黄島飯綱ことカゲイエローを演じるが、その時の癖が抜けず、十二祇になる時も変身時の台詞「変身！カゲ！イエロー！」と思わず口走ってしまう。
普段は眼鏡を掛けた地味な姿。アパートでべったら漬けを自家生産しているなど家庭的。余り好戦的ではなく、どちらかと言えば気弱な性格であるが芯は強い。
五色 そら（ごしき そら）
「酉」。飛行能力を持ち、羽を投げナイフのようにして戦う。E12には所属していない。
覚醒前に家族を殺されており、その敵討ちをするために敵を容赦なく殺害する復讐鬼と化している。妹の名前はゆい。
中禅時 こだま（ちゅうぜんじ こだま）
「子」。肉体的には9歳の小学生だが、身に付けた演算装置「子子子子（ねねこ）」が本体のようなもので、「十二祇」千年の知恵を蓄えていると豪語する。
武器は大型の狙撃銃だが、保長（やすなが）と正成（まさなり）というからくり人形を作成して戦うことも可能である。強気で自信家ではあるが、「子子子子」が非作動状態は気弱な性格。
鬼頭 りん（きとう りん）
「午」。エンブレムに宿った名馬「八十八騎」（とどろき）を憑依させ、意志を持った二輪車（バイク・自転車など）を操る。MG34軽機関銃や薙刀を持って戦う。2人の兄を持つ。
井ノ上 ひびき（いのうえ ひびき）
「亥」。猪突猛進型の性格で、電撃を得意技とする。武器は「圈（けん）」で二刀流である。中二病気味で、なったばかりの「十二祇」の自分を、誰かに話したくてうずうずしている。
狗巻 れん
「戌」。
東堂 亜虎（とうどう あこ）
「寅」。11歳。21歳の姉がいる。
来夏（らいか）
「辰」。本編未登場。

## 単行本
- 高田慎一郎『E.T.O.』、スクウェア・エニックス〈Gファンタジーコミックス〉、全4巻
  1. 2003年6月27日初刊発行[4]、ISBN 4-7575-0948-0
  2. 2003年12月27日初版発行[4]、ISBN 4-7575-1076-4
  3. 2004年5月27日初版発行[4]、ISBN 4-7575-1193-0
  4. 2004年10月27日初版発行[4]、ISBN 4-7575-1287-2

## サブタイトルリスト
サブタイトルと章は基本的に該当頁の表記に準拠する。
| 収録巻 | 話数     | サブタイトル                   | 章               |
| ------ | -------- | ------------------------------ | ---------------- |
| 第1巻  | 第1話    | ひよりの場合                   | 〈薄紅梅の章〉#1 |
| 第1巻  | 第2話    | メイの場合                     | 〈二藍の章〉#1   |
| 第1巻  | 第3話    | そらの場合                     | 〈萌黄の章〉#1   |
| 第1巻  | 第4話    | 風子の場合                     | 〈薄紅梅の章〉#2 |
| 第1巻  | 第5話    | 撫子の場合                     | 〈二藍の章〉#2   |
| 第2巻  | 第6話    | 朱巳の場合                     | 〈萌黄の章〉#2   |
| 第2巻  | 第7話    | こだまの場合                   | 〈二藍の章〉#3   |
| 第2巻  | 第8話    | りんの場合                     | 〈薄紅梅の章〉#3 |
| 第2巻  | 第9話    | 頓宮本拠攻略〈前編〉           | （無し）         |
| 第2巻  | 第10話   | 頓宮本拠攻略〈後編〉           | （無し）         |
| 第2巻  | 第11話   | ひびきの場合                   | 〈二藍の章〉#4   |
| 第3巻  | 第12話   | れんの場合                     | 〈二藍の章〉#5   |
| 第3巻  | 第13話   | 亜虎の場合                     | 〈薄紅梅の章〉#4 |
| 第3巻  | 第14話   | 狂雲                           | 〈萌黄の章〉#3   |
| 第3巻  | 第15話   | 唸れ親子兎!! 炸裂せよ必殺技!!! | 〈薄紅梅の章〉#5 |
| 第3巻  | 第16話   | ラジオの時間                   | 〈二藍の章〉#6   |
| 第3巻  | 第17話   | 大爆発！                       | 〈二藍の章〉#7   |
| 第4巻  | 第18話   | 銀馬を駆る者                   | 〈薄紅梅の章〉#6 |
| 第4巻  | 第19話   | 目印の塔（前編）               | （無し）         |
| 第4巻  | 第20話   | 目印の塔（中編）               | （無し）         |
| 第4巻  | 第21話   | 目印の塔（後編）               | （無し）         |
| 第4巻  | （無し） | 猿 -ましら-                    | （無し）         |
| 第4巻  | （無し） | 特別読切 E.T.O.                | （無し）         |